# Albert Auguste Gicquel des Touches
Pour les articles homonymes, voir Gicquel des Touches.
 (janvier 2020).
Si vous disposez d'ouvrages ou d'articles de référence ou si vous connaissez des sites web de qualité traitant du thème abordé ici, merci de compléter l'article en donnant les références utiles à sa vérifiabilité et en les liant à la section « Notes et références ».
Albert Auguste Gicquel des Touches, né le 10 avril 1818 à Brest et décédé le 18 mai 1901 à Versailles, est un vice-amiral français en 1875 et ministre de la Marine et des Colonies en 1877.

## Biographie
Il est issu d'une famille bretonne d'ancienne bourgeoisie selon Pierre-Marie Dioudonnat, de "fausse noblesse" selon Philippe du Puy de Clinchamps ou noble selon Dominique de la Barre de Raillicourt.
Il est le fils d'Auguste Marie Gicquel des Touches (Rennes 1784 - Brest 1855), officier de marine basé à Brest, et de Mélanie Siderf, mariés en 1817 à Paris.
Il entre à l'École navale en 1832, aspirant le 16 octobre 1833, Enseigne de vaisseau le 1er mai 1838, il est à bord du Junon, Station du Brésil et de La Plata de 1838 à 1841; puis à bord de la Belle Poule, il effectue une nouvelle campagne dans ces eaux et se fait remarquer pour ses observations hydrographiques, de 1842 à 1843.
Lieutenant de vaisseau le 1er novembre 1843, il est l'Aide de camp de l'amiral Tréhouart, à bord du Jupiter, puis du Friedland et l'Inflexible. Il est promu Chef d'état-major de l'Amiral sur le Ténare lors de l'expédition de Rome en 1849. Capitaine de frégate le 8 mai 1850, il est l'Aide de camp de l'Amiral Tréhouart, en Escadre de Méditerranée sur la Bretagne de 1856 à 1857.
Capitaine de vaisseau le 9 août 1858, il est à nouveau Chef d'état-major de l'Escadre sur la Bretagne, de 1860 à 1862 et participe à l'expédition de Syrie. De 1862 à 1864, il commande le vaisseau école de canonnage Montebello. Commandeur de la Légion d'Honneur le 29 octobre 1864. Contre-Amiral le 6 avril 1867.
Au 1er janvier 1869,  il est nommé commandant en sous-ordre l'escadre d'évolutions puis Préfet maritime du 3e arrondissement à Lorient en novembre 1871. Il est Promu  Grand Officier de la Légion d'Honneur le 27 décembre 1872 et nommé vice-Amiral le 3 août 1875. Il est ministre de la Marine de mai à novembre 1877, remplacé par l'amiral Albert Roussin. Il est alors nommé président de diverses commissions puis, en 1881, Directeur général du dépôt des cartes et plans de la Marine ; Président du Comité hydrographique, (Membres : Pierre Gaussin, Ingénieur hydrographe en chef ; Louis de Lanneau, Charles Layrle, Capitaines de vaisseau ; Eugène Manen, Ingénieur hydrographe, François Boullet, Sous-Ingénieur hydrographe, Secrétaire ) ; Vice-Président de la Commission des phares (Membres : Paul Auguste Buret Contre-Amiral, Émile Zédé Contre-Amiral, Pierre Gaussin, Ingénieur hydrographe en chef).
Il quitte le service actif en mai 1884 et se consacre à des œuvres de bienfaisance en faveur des marins.
Il meurt à son domicile 30 rue du Sud à Versailles le 18 mai 1901.

## Décorations
- Grand officier de la Légion d'honneur en 1872 (chevalier : en novembre 1848 ; officier : août 1860 ; commandeur :  octobre 1864.
- Titré comte romain à titre personnel en 1850[2], puis marquis héréditaire de Nédo par le pape Pie IX en 1860[6].
- Médaille de Crimée : 1856 ; Commandeur de l'Ordre de François 1er (Deux-Siciles) ; Décoré de la 4e classe de l'Ordre du Medjidié (Turquie)[7].

## Écrits
- Notice sur l'amiral Tréhoüart (1798-1873), Paris, Challamel aîné, 1874.
- Notice sur la transportation à la Guyane Française et à la Nouvelle-Calédonie pendant les années 1871-1872-1873-1874 & 1875, Paris, imp. nat, 1877.
- La Vérité sur les lois militaires..., Paris, Bloud et Barral, 1888.
- Le Dimanche chez les nations protestantes, rapport de M. le vice-amiral marquis Gicquel des Touches, Paris, impr. de F. Levé, 1889.